# کوئینتوس پوپیوس سکوندوس
کوئینتوس پوپیوس سکوندوس (به انگلیسی: Quintus Poppaeus Secundus) کنسول روم در سال ۹ پس از میلاد و یکی از نویسندگان  لکس پاپیا پوپیا‏ بود.
هدف از  لکس پاپیا پوپیا‏ جلوگیری از زنا، جلوگیری از ازدواج مختلط اعضای طبقه سناتور با آزادگان یا فرزندان آزادگان و تشویق ازدواج و تولید مثل قانونی با وضع مقررات و مجازات‌های قانونی برای این افرادی بود که مجرد می‌ماندند یا فرزندآوری نمی‌کردند بدون دریافت نوعی معافیت قانونی. دیوکاسیوس با کنایه اشاره می‌کند که مارکوس پاپیوس موتیلوس و پوپیوس نویسندگان این قانون هر دو مجرد و بدون فرزند بودند.